# بروکریدج (فلوریدا)
بروکریدج (به انگلیسی: Brookridge) یک منطقهٔ مسکونی در ایالات متحده آمریکا است که در شهرستان هرناندو، فلوریدا واقع شده‌است. بروکریدج ۶٫۵ کیلومتر مربع مساحت و ۴٬۴۲۰ نفر جمعیت دارد و ۱۹ متر بالاتر از سطح دریا قرار دارد.